# Eleição municipal de Suzano em 2012
A eleição municipal de Suzano em 2012 ocorreu em 7 de outubro de 2012 para eleger um prefeito, um vice-prefeito e 21 vereadores no município de Suzano, no Estado de São Paulo, no Brasil. O prefeito eleito foi Paulo Tokuzumi, do PSDB, com 34,47% dos votos válidos, vencendo no primeiro turno em disputa com seis adversários, Valdicir Stuani (PT), Lacerda (PTB), Carminha (PC do B), Rafa Garcia (PSD), Leonardo Ferreira (PSOL) e Roberto Toyo (PCB). A vice-prefeita eleita, na chapa de Tokuzumi, foi Viviane Galvão (DEM). Suzano foi um dos 687 municípios vencidos pelo PSDB. Perdendo, em números, apenas para o PMDB, que totalizou 1.022 municípios.
A disputa para as 21 vagas na Câmara Municipal de Suzano ocorreu entre 501 candidatos. O candidato com melhor porcentagem de votação foi Zaqueu Rangel, com 2.135 votos obtidos (1,47% dos votos válidos).

## Antecedentes
O prefeito anterior à Paulo Tokuzumi foi Marcelo Cândido, do Partido dos Trabalhadores (PT). Marcelo obteve sua reeleição na eleição municipal de 2008 com 72.234 dos votos válidos.

## Eleitorado
Na eleição de 2012, foi obtido um total de 195.421 votos de suzanenses, o que corresponde a cerca de 84,43% da população da cidade.

## Candidatos
A eleição para prefeito de Suzano em 2012 foi disputada por oito candidatos: Paulo Tokuzumi do PSDB, Valdicir Stuani do (PT), Lacerda do (PTB), Carminha do (PC do B), Rafa Garcia do (PSD), Leonardo Ferreira do (PSOL), Roberto Toyo do (PCB) e Jorginho Abissamra do (PSB).
| Candidato(a)      | Vice                    | Partido | Coligação                                                                 |
| ----------------- | ----------------------- | ------- | ------------------------------------------------------------------------- |
| Paulo Tokuzumi    | Viviane Galvão          | PSDB    | "Suzano para os Suzanenses" (PMDB/PSC/PR/PPS/DEM/PRTB/PTC/PSDB/PPL/PTdoB) |
| Valdicir Stuani   | Zapponi                 | PT      | "Suzano seguindo no caminho certo" (PRB/PT)                               |
| Lacerda           | Rodrigo Ashiuchi        | PTB     | "Juntos vamos resgatar o orgulho do povo suzanense" (PTB/PSL/PTN/PHS/PMN) |
| Carminha          | Moacyr                  | PCdoB   | "Trabalhando por você" (PSDC/PRP/PCdoB)                                   |
| Rafa Garcia       | Marcelo Hofmann         | PSD     | "Renovar por Suzano" (PP/PSD)                                             |
| Leonardo Ferreira | Marcus Vinicius Ramalho | PSOL    | "Suzano para os trabalhadores" (PSTU/PSOL)                                |
| Roberto Toyo      | Walkiria                | PCB     | "PCB"                                                                     |

## Campanha
Desde o começo de sua campanha, Paulo Tokuzumi já afirmava que tinha como principal ambição trabalhar na deficiência de vários setores, como educação, sáude e transporte, tendo foco em levar boas estruturas e conjuntos de obras para os bairros menores e mais distantes do centro comercial da cidade, e assim simulando seu mandato como prefeito em 1993. O objetivo é gerar independência desses bairros de um ponto de vista comercial. Além disso, planejava, falando especificamente do setor da saúde, trazer com o apoio do governador Geraldo Alckmin - também do PSDB - um hospital estadual para Suzano, com o intuito de ajudar no precário atendimento da cidade, sendo que muitos bairros não possuem sistema de saúde acessível. No transporte, o candidato tinha como objetivo reduzir o transito caótico no centro da cidade e que se estende pelos demais bairros, planejando finalizar rodovias que encontravam-se inacabadas, sem contar que com a chegada do Rodoanel na cidade, Suzano não estava preparada para recebê-la em questão de infraestrutura de trânsito, e que portanto, era necessário realizar uma melhoria efetiva no sistema viário, com ajuda do governo do estado. No setor da educação, Tokuzumi afirma que o mesmo encontra-se abandonado, e que além de reciclar as pessoas que trabalham no setor, iria investir mais na merenda escolar, nas creches e em cursos profissionalizantes, pois com a chegada do rodoanel a cidade iria receber mais empresas e trabalhadores, portanto seria necessário melhorar os profissionalismo para que fosse possível ocupar essas vagas.
Durante a campanha, ocorreu a dissolução do antigo diretório municipal do PSDB, comandado por Ana Júlia Cardoso. O diretório havia iniciado uma campanha para prefeito do empresário Zé Cardoso. Porém, o TSE não aprovou sua candidatura, e assim sua campanha "pirata" gerou confusão no povo suzanense por tratar-se do mesmo número de Paulo Tokuzumi. Zé Cardoso por fim, foi expulso do partido.

## Resultados

### Prefeito
No dia 7 de outubro, Paulo Tokuzumi foi eleito com 34,47% dos votos válidos.
| Candidato(a)             | Vice                           | 1º Turno 7 de outubro de 2012 | 1º Turno 7 de outubro de 2012 |
| Candidato(a)             | Vice                           | Votação                       | Votação                       |
|                          |                                | Total                         | Porcentagem                   |
| ------------------------ | ------------------------------ | ----------------------------- | ----------------------------- |
| Paulo Tokuzumi (PSDB)    | Viviane Galvão (DEM)           | 47.386                        | 34,47%                        |
| Valdicir Stuani (PT)     | Zapponi (PRB)                  | 42.143                        | 30,66%                        |
| Lacerda (PTB)            | Rodrigo Ashiuchi (PSL)         | 30.524                        | 22,21%                        |
| Carminha (PCdoB)         | Moacyr (PSDC)                  | 9.231                         | 6,72%                         |
| Rafa Garcia (PSD)        | Marcelo Hofmann (PSD)          | 7.389                         | 5,38%                         |
| Leonardo Ferreira (PSOL) | Marcus Vinicius Ramalho (PSTU) | 640                           | 0,47%                         |
| Roberto Toyo (PCB)       | Walkiria (PCB)                 | 148                           | 0,11%                         |
| Jorginho Abissamra (PSB) | -                              | 0                             | 0,00%                         |
| Total de votos válidos   | Total de votos válidos         | 137.461                       | 83,31%                        |
| Votos em branco          | Votos em branco                | 10.158                        | 6,16%                         |
| Votos nulos              | Votos nulos                    | 17.383                        | 10,54%                        |
| Total                    | Total                          | 165.002                       | 100%                          |
| Abstenções               | Abstenções                     | 30.419                        | 15,57%                        |
| Votos apurados           | Votos apurados                 | 165.002                       | 100%                          |
| Total de eleitores       | Total de eleitores             | 195.421                       | 100%                          |

### Vereador
Dos vinte e um (21) vereadores eleitos, três (3) eram em 2012 do mesmo partido de Paulo Tokuzumi. Dentre os vinte e um, há apenas uma mulher no grupo. O vereador mais votado foi Zaqueu Rangel do PSDB, com 2.135 votos obtidos. O PT é o partido com maior número de vereadores eleitos (5), seguido pelo PSDB e DEM (3), depois pelo partidos PTB e PR (2), e por fim, os partidos PDT, PSD, PSC, PC do B, PSL e PRB obtiveram um vereador eleito cada. O vereador Said Raful (DEM) foi eleito presidente da mesa diretiva câmara dos vereadores, com dezoito (18) votos e três (3) abstenções.
| Resultado da eleição para a Câmara Municipal de Suzano em 2012 por candidato | Resultado da eleição para a Câmara Municipal de Suzano em 2012 por candidato | Resultado da eleição para a Câmara Municipal de Suzano em 2012 por candidato | Resultado da eleição para a Câmara Municipal de Suzano em 2012 por candidato | Resultado da eleição para a Câmara Municipal de Suzano em 2012 por candidato |
| Candidato                                                                    | Número                                                                       | Partido                                                                      | Votos                                                                        | Porcentagem                                                                  |
| ---------------------------------------------------------------------------- | ---------------------------------------------------------------------------- | ---------------------------------------------------------------------------- | ---------------------------------------------------------------------------- | ---------------------------------------------------------------------------- |
| Zaqueu Rangel                                                                | 45626                                                                        | PSDB                                                                         | 2.135                                                                        | 1,47%                                                                        |
| Quiteria                                                                     | 13699                                                                        | PT                                                                           | 2.119                                                                        | 1,45%                                                                        |
| Pastor Valdomiro                                                             | 20200                                                                        | PSC                                                                          | 1.974                                                                        | 1,35%                                                                        |
| Professor Luizinho                                                           | 13610                                                                        | PT                                                                           | 1.814                                                                        | 1,24%                                                                        |
| Walmir Pinto                                                                 | 13622                                                                        | PT                                                                           | 1.781                                                                        | 1,22%                                                                        |
| Carlão da Limpeza                                                            | 45518                                                                        | PSDB                                                                         | 1.574                                                                        | 1,08%                                                                        |
| Said Raful                                                                   | 25100                                                                        | DEM                                                                          | 1.574                                                                        | 1,08%                                                                        |
| Derli do PT                                                                  | 13123                                                                        | PT                                                                           | 1.525                                                                        | 1,05%                                                                        |
| Dr. Valmir                                                                   | 14123                                                                        | PTB                                                                          | 1.500                                                                        | 1,03%                                                                        |
| Pastor Alceu                                                                 | 10123                                                                        | PRB                                                                          | 1.492                                                                        | 1,02%                                                                        |
| Alonso de Almeida                                                            | 13651                                                                        | PT                                                                           | 1.448                                                                        | 0,99%                                                                        |
| Pacola                                                                       | 22789                                                                        | PR                                                                           | 1.446                                                                        | 0,99%                                                                        |
| Jesse Almeida                                                                | 22122                                                                        | PR                                                                           | 1.273                                                                        | 0,87%                                                                        |
| Russo                                                                        | 25688                                                                        | DEM                                                                          | 1.269                                                                        | 0,87%                                                                        |
| Claudio Anzai                                                                | 45500                                                                        | PSDB                                                                         | 1.267                                                                        | 0,87%                                                                        |
| Maizena Dunga Vans                                                           | 14100                                                                        | PTB                                                                          | 1.261                                                                        | 0,87%                                                                        |
| Denis Filho Pedrinho Mercado                                                 | 25613                                                                        | DEM                                                                          | 1.252                                                                        | 0,86%                                                                        |
| Neusa do Fadul                                                               | 12444                                                                        | PDT                                                                          | 1.157                                                                        | 0,79%                                                                        |
| Ari do Posto                                                                 | 65622                                                                        | PCdoB                                                                        | 1.007                                                                        | 0,69%                                                                        |
| Profº Edirlei                                                                | 55755                                                                        | PSD                                                                          | 668                                                                          | 0,46%                                                                        |
| Onadir                                                                       | 17222                                                                        | PSL                                                                          | 634                                                                          | 0,44%                                                                        |

| Votos válidos   | Votos válidos   | 145.720 | 88,31% |
| Votos nulos     | Votos nulos     | 8.682   | 5,26%  |
| Votos em branco | Votos em branco | 10.600  | 6,42%  |
| Total           | Total           | 165.002 | 100%   |
| --------------- | --------------- | ------- | ------ |